# Кальденский дольмен

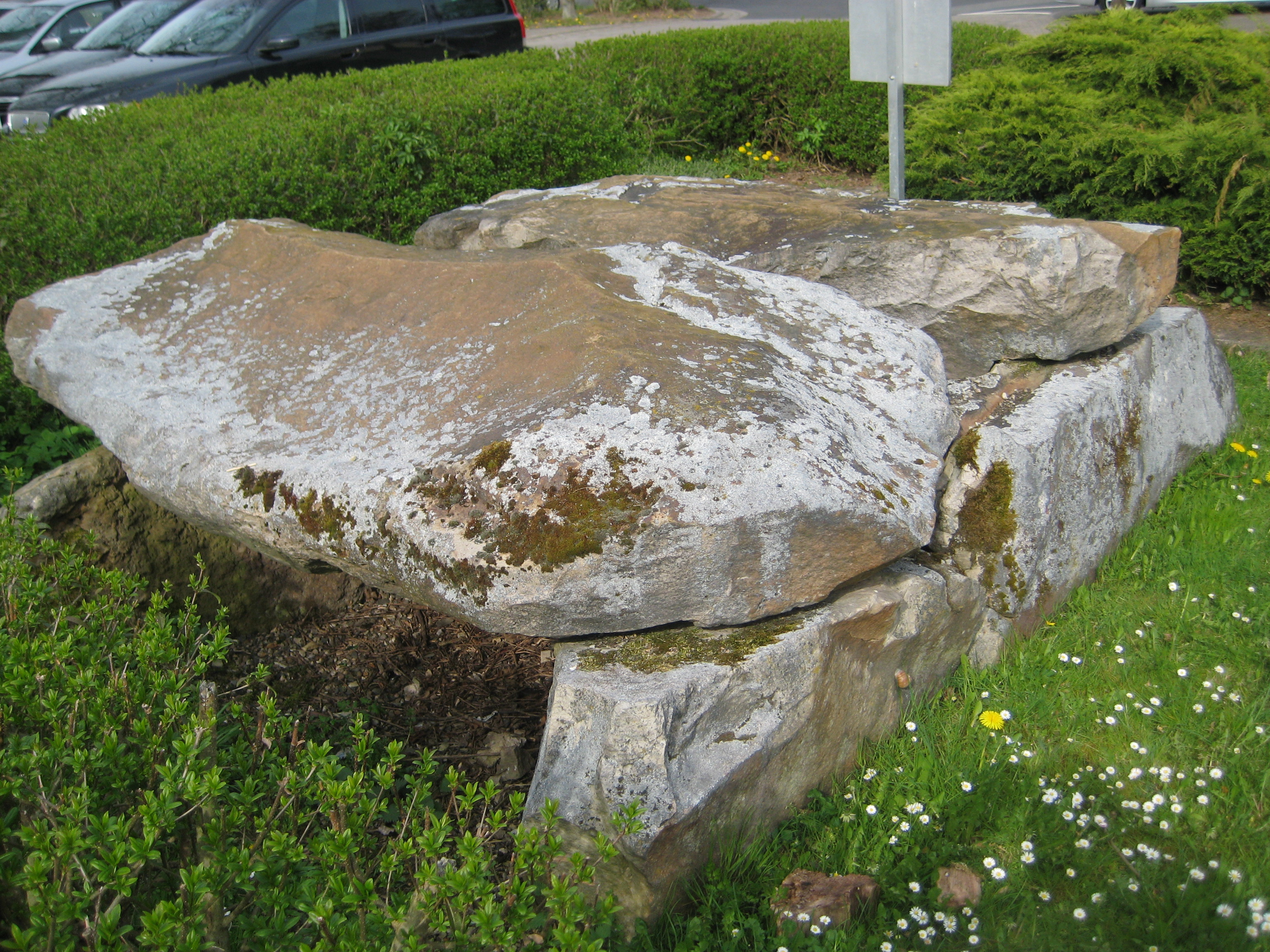
Кальденский дольмен

Кальденский дольмен — мегалитическая гробница эпохи керамического неолита у г. Кальден (Гессен, Германия). Обнаружена в 1948 году.
Внутри гробницы обнаружены останки людей, число которых варьируется от 40 (оценка Юнце, Uenze 1951) до 80 (он же, 1956). По мнению Чарнецки, число умерших не превышало 30 (Czarnetzki). Человеческие костные останки лежат в беспорядке, однако чаще всего образуют целостные группы. По некоторым находкам можно предположить, что покойников укладывали в несколько поперечных рядов, головой ко входу, друг на друга (до 4 слоёв). Черепа нередко отделены от тела и уложены вдоль стен.
Средний возраст смерти погребённых составлял около 30 лет. Размер тела был невелик — в пределах 1,62 — 1,65 м для мужчин и 1,50 — 1,59 м для женщин (обнаружено также несколько детских останков). Следует отметить большую длину черепа и ширину носового отверстия. Зубы сильно изношены, каждый 9-й зуб был поражён кариесом.
Прочие находки весьма немногочисленны. Обнаружен фрагмент кубка, имеющий аналоги в керамике с глубокими насечками, характерной для северо-запада Германии. Таким образом, гробница датируется эпохой позднего неолита, около 2000—1500 г. до н. э. Найдены также многочисленные кремнёвые наконечники и режущие инструменты, а также обломок железной руды и обломки янтаря, 12 нижних челюстей лис и 40 зубов волка с отверстиями. Находки хранятся в Гессенском музее в г. Кассель.